# 神明小網橋

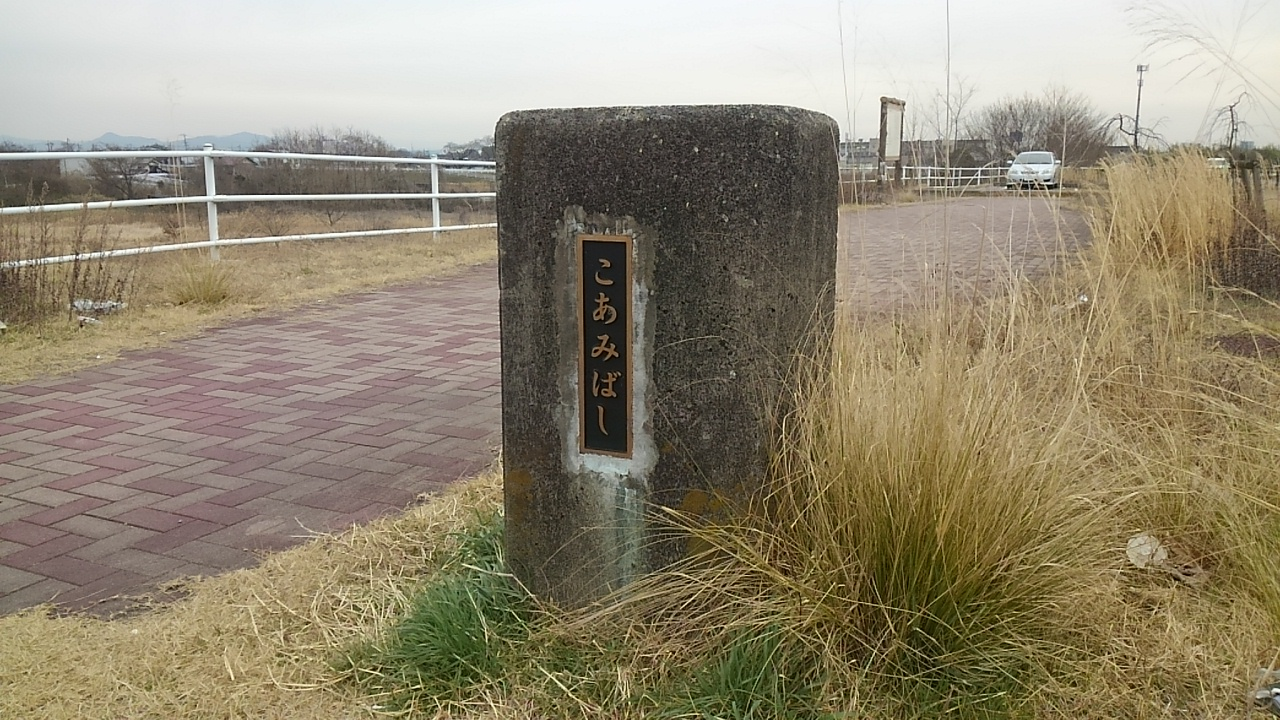
旧橋の親柱

旧橋親柱2

神明小網橋（しんめいこあみばし）は、岐阜県各務原市川島小網町と愛知県江南市宮田神明町の木曽川南派川に架かる市道（各務原市道川2）の桁橋である。

## 概要
通称「思いやり橋」と呼ばれる。この橋と、北側にある各務原大橋との一体運用により、各務原市役所・航空自衛隊岐阜基地付近～江南市内の名鉄犬山線「江南駅」付近を結ぶルートとなっている。

## 主要諸元
- 供用：2006年（平成18年）11月5日
- 延長：323 m
- 幅員：11.5 m

## 歴史
1963年（昭和38年）5月から供用されてきた小網橋は、幅3mしかなく、老朽化が進んでいた。そのため、小網橋のすぐ下流に隣接して新しい橋の建設が計画され、2003年（平成15年）着工される。2006年（平成18年）11月5日に開通式が行なわれた。

## 思いやり橋の名の由来
“思いやり橋”の名は、かつての小網橋につけられていた通称である。神明小網橋の愛称を一般に公募したところ、各務原市川島小網町の小学生の案が採用された。かつての小網橋での思いやりの心を忘れないということからの採用という。
神明小網橋の各務原市側、江南市側には公園が設けられ、思いやり橋の名前の由来等が記された記念碑が設置されている。また、小網橋の親柱が保存されている。